# Кадомы
Кадомы — деревня в Руднянском районе Смоленской области России. Входит в состав Кляриновского сельского поселения. Население — 28 жителей (2007 год). 
Расположена в западной части области в 23 км к северо-востоку от Рудни, в 11 км северо-западнее автодороги Р130 Демидов — Рудня, на берегу реки Рутавечь. В 27 км южнее деревни расположена железнодорожная станция О.п. 450-й км на линии Смоленск — Витебск.

## История
В годы Великой Отечественной войны деревня была оккупирована гитлеровскими войсками в июле 1941 года, освобождена в октябре 1943 года.